# Olga Amati
Olga Amati (Milano, 19 gennaio 1924 – Roma, 3 luglio 1982) è stata una ballerina italiana.

## Biografia
Dopo aver studiato alla Scuola di Ballo del Teatro alla Scala con le docenti Ettorina Mazzucchelli, Paolina Giussani, Vera Volkova ed Esmée Bulnes, nel 1942 divenne prima ballerina del medesimo teatro, dove si esibì nelle coreografie di Nives Poli, Margarita Wallmann, Léonide Massine, Aurel Milloss, George Balanchine e Janine Charrat, tra gli altri. Tra la fine della seconda guerra mondiale e gli anno '60 divenne una figura dominante sulla scena del ballo milanese distinguendosi sia nel repertorio classico-romantico che in quello moderno. Dopo il ritiro dalle scene si dedicò all'insegnamento presso la Scuola di Ballo del Teatro dell'Opera di Roma.
È stata sepolta al Cimitero Maggiore di Milano, ove i resti sono in seguito stati tumulati in una celletta.